# アッバード朝
アッバード朝（アッバードちょう）は、セビリアを首都としたタイファの王朝（セビリア王国、1023年 - 1091年）。周辺諸国の中で最も栄え、他国を征服した。1069年、ジュフール朝コルドバ王国を征服した。しかし、1091年にムラービト朝に征服された。